# Дейнеженко Михайло Ничипорович
Михайло Ничипорович Дейнеженко (нар. 29 вересня (10 жовтня) 1915, Розсошинці — пом. 15 липня 1977, Кам'янець-Подільський) — радянський офіцер, Герой Радянського Союзу з 1945 року.

## Біографія
Народився 29 вересня (10 жовтня) 1915 року в селі Розсошинцях (нині Черкаського району Черкаської області) у селянській родині. Закінчив початкову школу, працював у господарстві батька, у колгоспі, пізніше на фаянсовому заводі на Житомирщині.
У Червоній Армії з 1937 року. У 1939 році закінчив курси молодших лейтенантів. Член ВКП (б) з 1941 року. Учасник радянсько-німецької війни з червня 1941 року. Воював на Південно-Західному, Південному, Закавказькому, Північно-Кавказькому і 1-му Українському фронтах. Брав участь у висадці десанту на Малу землю, відвоюванні Києва, Житомира, звільненні Праги, взятті Берліна.
Батарея 40-ї гвардійської гарматної артилерійської бригади (3-я гвардійська армія, 1-й Український фронт) під командуванням гвардії капітана Дейнеженка в ніч на 31 січня 1945 року в районі міста Кебен (Хобеня, Польща) зазнала раптової атаки великої групи ворожих автоматників, підтримуваних танками та артилерією, з метою оволодіння переправою через річку Одер. Дейнеженко вміло організував оборону, а коли противник прорвався до позицій батареї, підняв розрахунки в атаку та змусив ворога відступити. В ході бою батареєю було знищено два танки, бронетранспортер, дві гармати, три міномета, двадцять кулеметів і більше двохсот осіб супротивника.
Указом Президії Верховної Ради СРСР від 10 квітня 1945 року за мужність, відвагу та героїзм, проявлені в боротьбі з німецько-фашистськими загарбниками, гвардії капітану Дейнеженку Михайлу Никифоровичу присвоєно звання Героя Радянського Союзу з врученням ордена Леніна та медалі «Золота Зірка» (№ 7830).

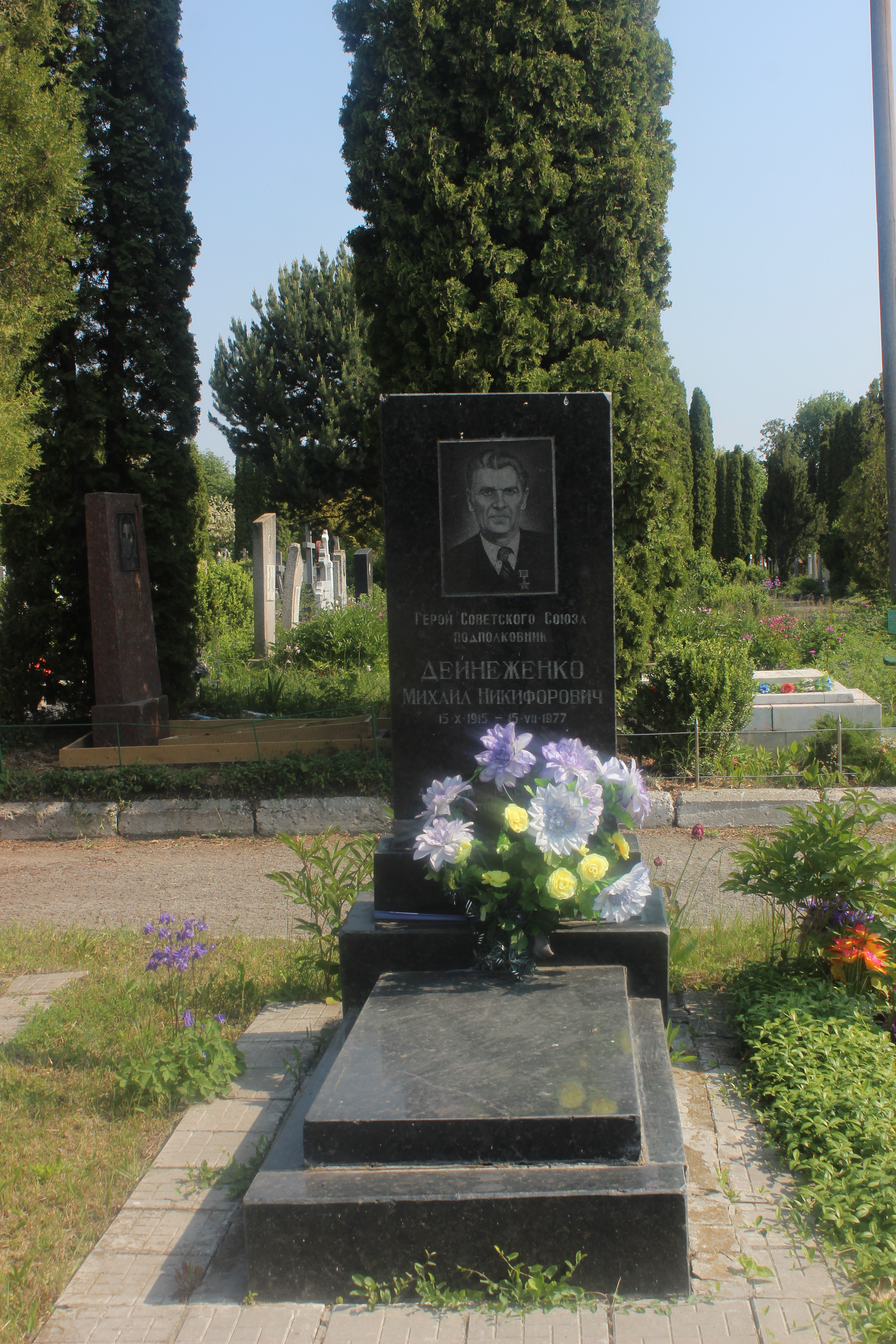
Могила Михайла Дейнеженка.

У 1952 році закінчив Вищу офіцерську артилерійську школу у Ленінграді. Від 1955 року підполковник Дейнеженко — у запасі. Мешкав у місті Кам'янці-Подільському, де помер 15 липня 1977 року та похований на новому міському цвинтарі.

## Нагороди
Нагороджений шістьма орденами — Орден Червоної Зірки (05.11.1942), Орден Червоної Зірки, Орден Вітчизняної війни 1-го ступеня (20.08.1944), Орден Леніна (вручено разом з медаллю «Золота Зірка» та присвоєнням звання Герой Радянського Союзу (10.04.1945 р.); Орден Олександра Невського (13.06.1945), Орден Вітчизняної війни 2-го ступеня та багатьма медалями.

## Вшанування
Його ім'я носила піонерська дружина школи № 15 м. Кам'янця-Подільського.